# Androsace vandellii
Androsace vandellii là một loài thực vật có hoa trong họ Anh thảo. Loài này được (Turra) Chiov. mô tả khoa học đầu tiên năm 1919.

## Hình ảnh

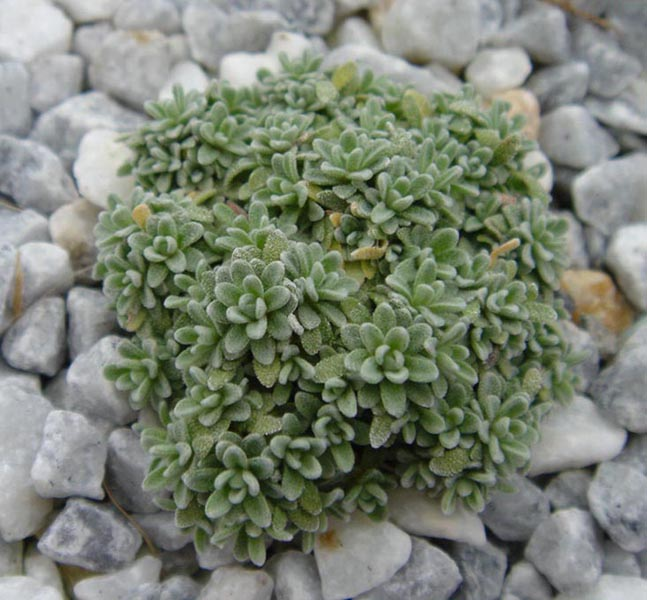
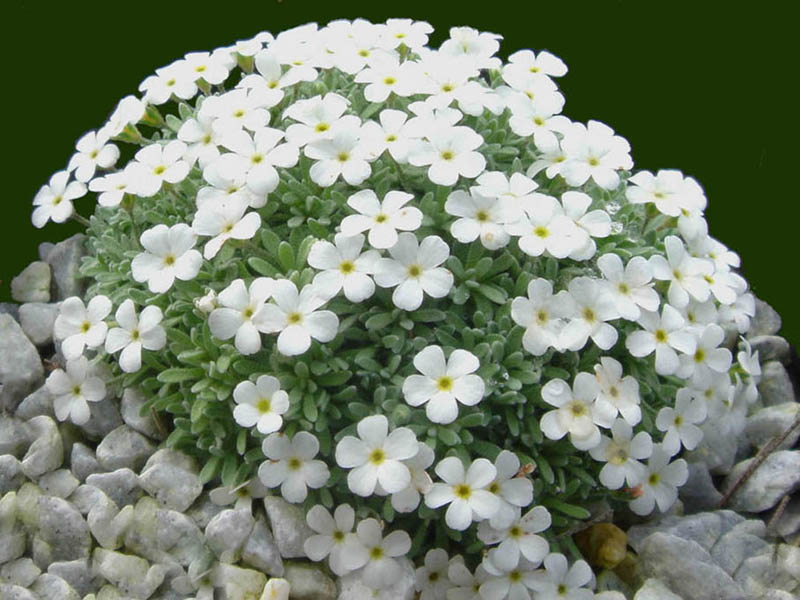
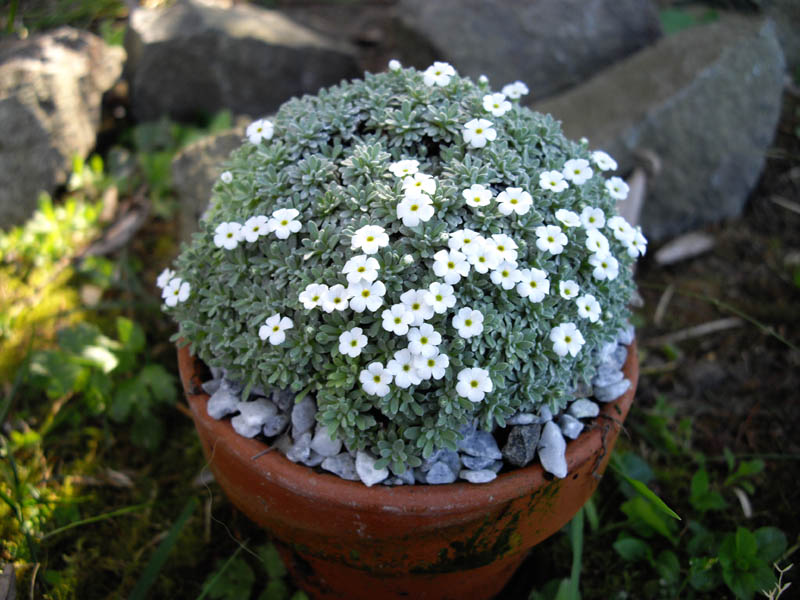
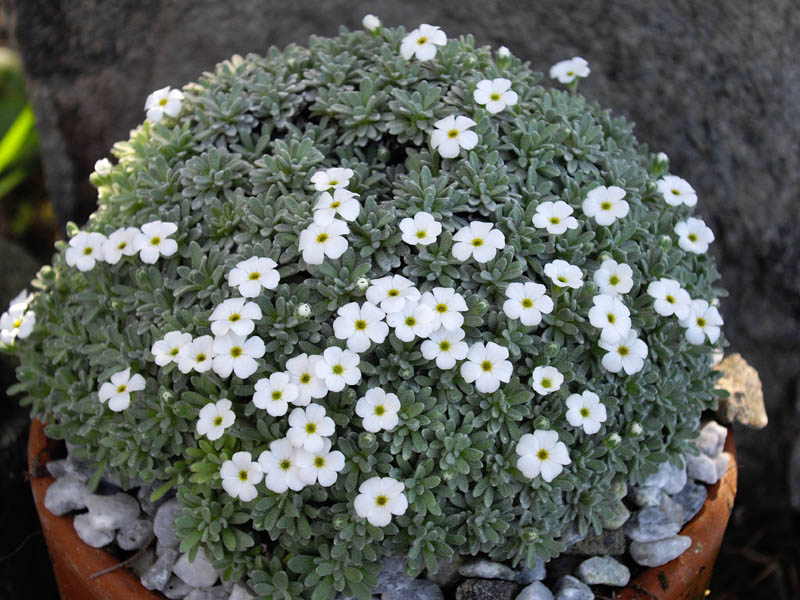